# Station Huizingen
Station Huizingen is een spoorweghalte langs spoorlijn 26 (Schaarbeek - Halle) in Huizingen, een deelgemeente van de gemeente Beersel.
Het station werd geopend op 26 mei 1973 om de Brusselse rand beter te bedienen.

## Treindienst
| Serie | Treinsoort | Route                                                                                     | Bijzonderheden |
| ----- | ---------- | ----------------------------------------------------------------------------------------- | --- |
| S 5   | GEN (NMBS) | [ Geraardsbergen – ] Edingen – Halle – Huizingen – Brussel-Schuman – Vilvoorde – Mechelen | Rijdt in de spits van/naar Geraardsbergen. Rijdt in het weekend tussen Halle en Mechelen. Rijdt tijdens de vakantieperiode 1x/u enkel tussen Halle en Mechelen. |
| S 7   | GEN (NMBS) | Halle – Huizingen – Merode – Vilvoorde                                                    | Rijdt alleen op werkdagen. |

## Galerij

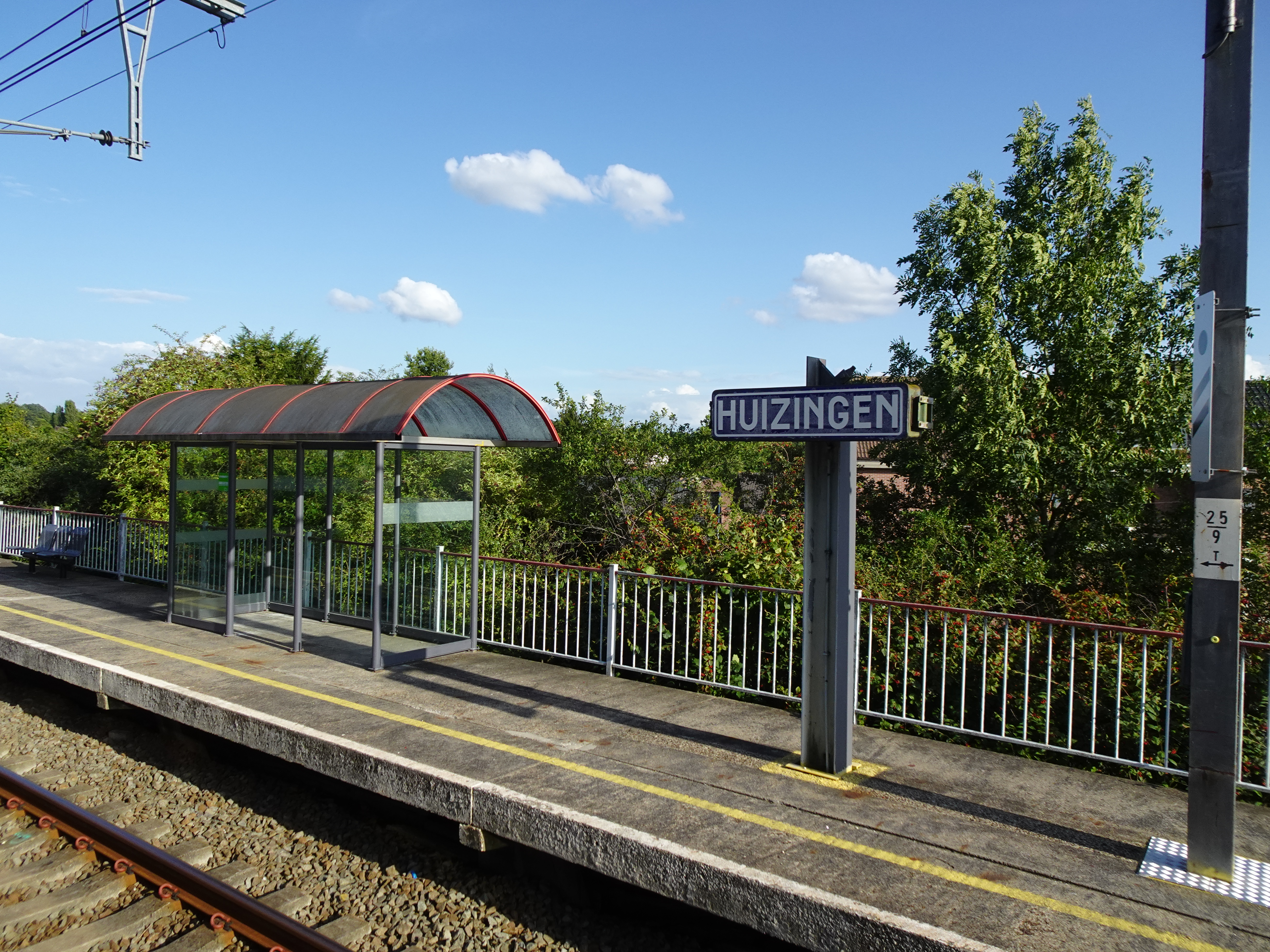
Naambord
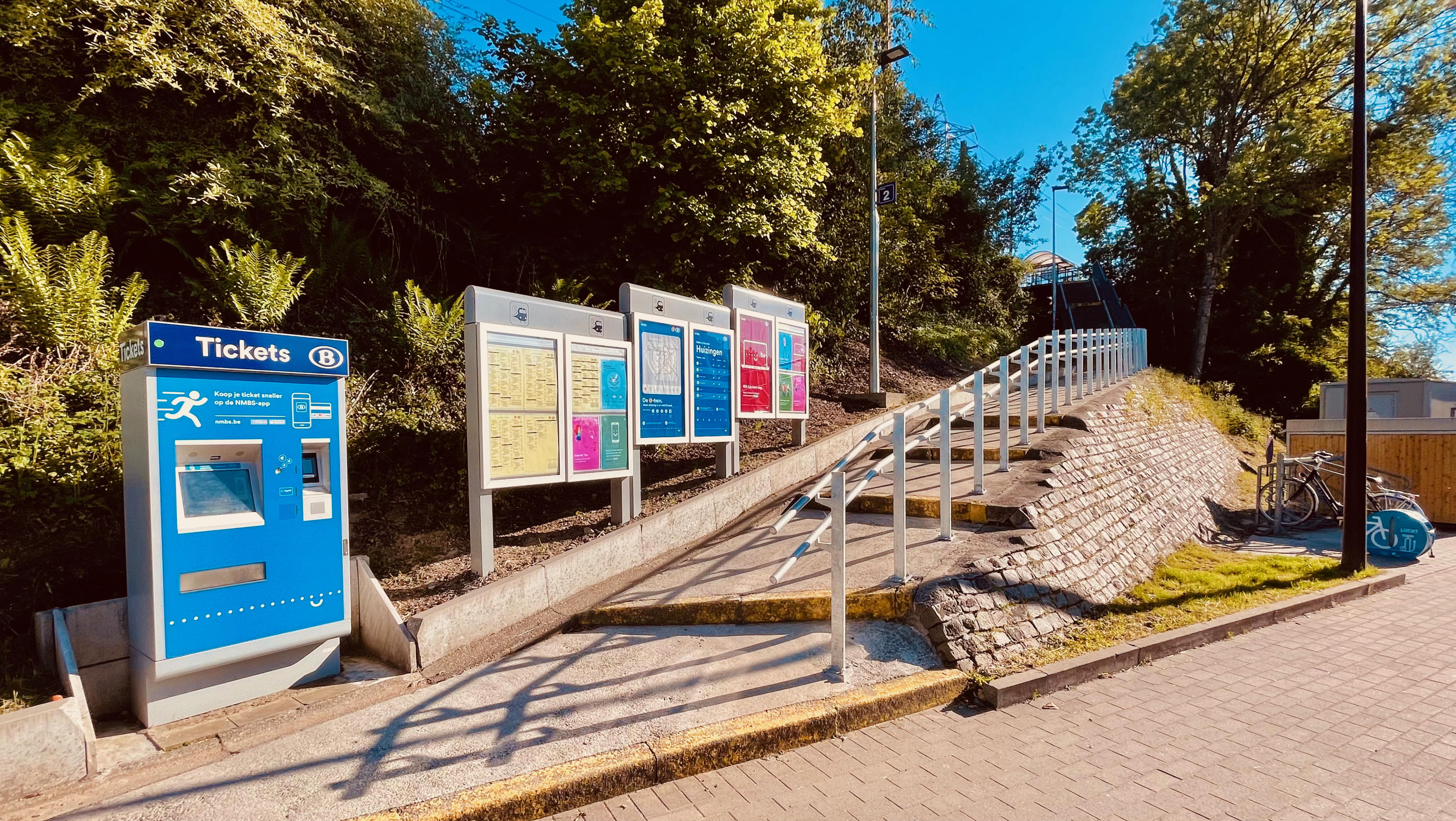
Toegang tot een van de perrons

## Reizigerstellingen
De grafiek en tabel geven het gemiddeld aantal instappende reizigers weer op een week-, zater- en zondag.
| Tabel: aantal instappende reizigers station Huizingen | Tabel: aantal instappende reizigers station Huizingen | Tabel: aantal instappende reizigers station Huizingen | Tabel: aantal instappende reizigers station Huizingen |
|                                                       | Weekdag                                               | Zaterdag                                              | Zondag                                                |
| ----------------------------------------------------- | ----------------------------------------------------- | ----------------------------------------------------- | ----------------------------------------------------- |
| 1977                                                  | 113                                                   | -                                                     | -                                                     |
| 1978                                                  | 131                                                   | -                                                     | -                                                     |
| 1979                                                  | 131                                                   | -                                                     | -                                                     |
| 1980                                                  | 151                                                   | -                                                     | -                                                     |
| 1981                                                  | 158                                                   | -                                                     | -                                                     |
| 1982                                                  | 167                                                   | -                                                     | -                                                     |
| 1983                                                  | 166                                                   | -                                                     | -                                                     |
| 1984                                                  | 124                                                   | -                                                     | -                                                     |
| 1985                                                  | 136                                                   | -                                                     | -                                                     |
| 1986                                                  | 102                                                   | -                                                     | -                                                     |
| 1987                                                  | 92                                                    | -                                                     | -                                                     |
| 1988                                                  | 108                                                   | -                                                     | -                                                     |
| 1989                                                  | 142                                                   | -                                                     | -                                                     |
| 1990                                                  | 157                                                   | -                                                     | -                                                     |
| 1991                                                  | 128                                                   | -                                                     | -                                                     |
| 1992                                                  | 181                                                   | -                                                     | -                                                     |
| 1993                                                  | 136                                                   | -                                                     | -                                                     |
| 1994                                                  | 549                                                   | -                                                     | -                                                     |
| 1995                                                  | 573                                                   | -                                                     | -                                                     |
| 1996                                                  | 694                                                   | -                                                     | -                                                     |
| 1997                                                  | 784                                                   | -                                                     | -                                                     |
| 1998                                                  | 975                                                   | -                                                     | -                                                     |
| 1999                                                  | 299                                                   | -                                                     | -                                                     |
| 2000                                                  | 300                                                   | -                                                     | -                                                     |
| 2001                                                  | 308                                                   | -                                                     | -                                                     |
| 2002                                                  | 289                                                   | -                                                     | -                                                     |
| 2003                                                  | 275                                                   | -                                                     | -                                                     |
| 2004                                                  | 283                                                   | -                                                     | -                                                     |
| 2005                                                  | 351                                                   | -                                                     | -                                                     |
| 2006                                                  | 334                                                   | -                                                     | -                                                     |
| 2007                                                  | 353                                                   | -                                                     | -                                                     |
| 2008                                                  | -                                                     | -                                                     | -                                                     |
| 2009                                                  | 305                                                   | -                                                     | -                                                     |
| 2010                                                  | -                                                     | -                                                     | -                                                     |
| 2011                                                  | -                                                     | -                                                     | -                                                     |
| 2012                                                  | 300                                                   | -                                                     | -                                                     |
| 2013                                                  | 298                                                   | -                                                     | -                                                     |
| 2014                                                  | 302                                                   | -                                                     | -                                                     |
| 2015                                                  | 307                                                   | -                                                     | -                                                     |
| 2016                                                  | 246                                                   | -                                                     | -                                                     |
| 2017                                                  | 291                                                   | -                                                     | -                                                     |
| 2018                                                  | 318                                                   | 39                                                    | 22                                                    |
| 2019                                                  | 227                                                   | -                                                     | -                                                     |
| 2020                                                  | 246                                                   | 29                                                    | 25                                                    |
| 2021                                                  | -                                                     | -                                                     | -                                                     |
| 2022                                                  | 331                                                   | 73                                                    | 59                                                    |
| 2023                                                  | 273                                                   | 62                                                    | 54                                                    |
| 2024                                                  | 334                                                   | -                                                     | -                                                     |

0,0: Schaarbeek ·
4,0: Haren ·
4,7: Bordet ·
5,8: Evere ·
6,3: Schaarbeek-Josaphat ·
8,6: Meiser ·
9,9: Merode ·
11,2: Delta ·
12: Arcaden ·
14,7: Boondaal ·
15: Diesdelle ·
16,2: Sint-Job ·
19,7: Moensberg ·
21,4: Beersel ·
24,6: Huizingen ·
28,6: Halle